# Gottmannshofen

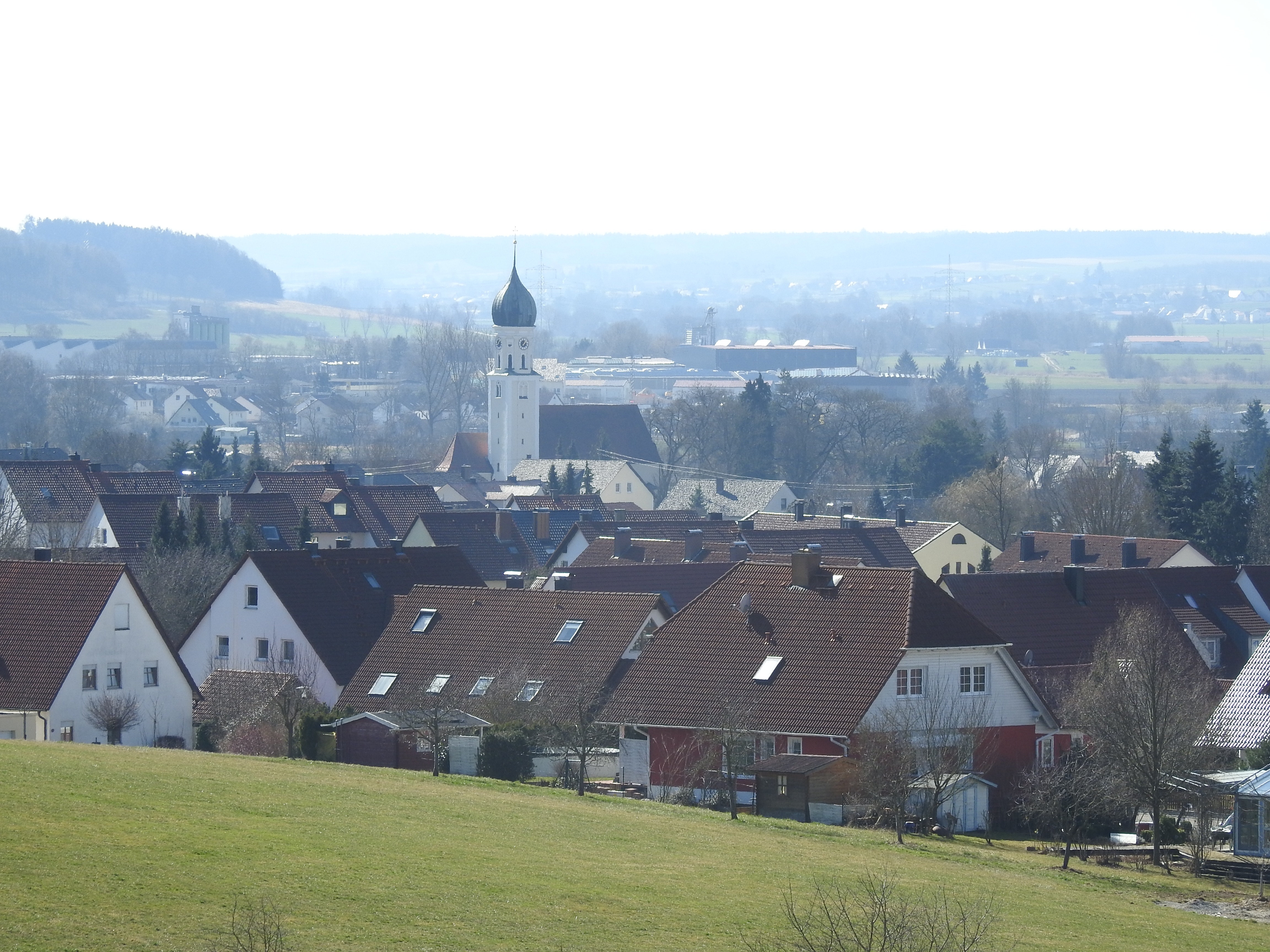
Gottmannshofen von Nordosten

Gottmannshofen ist ein Stadtteil von Wertingen im schwäbischen Landkreis Dillingen an der Donau in Bayern. Gottmannshofen wurde zusammen mit seinen Ortsteilen Geratshofen und Reatshofen am 1. Mai 1978 nach Wertingen eingemeindet. Der Ort liegt südöstlich von Wertingen, er wird von diesem durch den Fluss Zusam getrennt.

## Geschichte
Das Pfarrdorf Gottmannshofen soll als eine Ausbausiedlung von Wertingen entstanden sein. Der Ort wird 1272 erstmals als „Gothalmeshoven“ genannt. Die Herrschaft Wertingen kaufte nach 1492 alle Besitzungen auf und wurde alleinige Grundherrschaft.
Zwischen Gottmannshofen und Wertingen lag seit 1905 der Kopfbahnhof der Bahnstrecke Mertingen–Wertingen.

## Religionen
Der Ort ist Sitz einer alten Pfarrei. Die katholische Pfarrkirche Mariä Heimsuchung ist auch Wallfahrtskirche. Sie war die Grablege der 1700 im Mannesstamm ausgestorbenen Freiherren von Pappenheim.

## Baudenkmäler
Siehe: Liste der Baudenkmäler in Gottmannshofen

## Bodendenkmäler
Siehe: Liste der Bodendenkmäler in Wertingen